# خط لوله ترانس-مدیترانه
خط لوله ترانس-مدیترانه (انگلیسی: Trans-Mediterranean Pipeline) خط لوله انتقال گاز طبیعی به طول ۲۴۷۵ کیلومتر است، که از شهر حاسی الرمل، در کشور الجزایر آغاز شده و پس از گذر از کشور تونس، سپس دریای مدیترانه در شهر مینربو، در کشور ایتالیا پایان می‌یابد. ظرفیت انتقال گاز طبیعی این خط لوله روزانه معادل ۸۰ میلیون متر مکعب می‌باشد.